# وسکراما
وسکراما (به لاتین: Vaskrääma) یک روستا در استونی است که در دهستان پایکوسه واقع شده‌است.